# 小布什总统任期
小布什总统任期，亦为小布什政府，乔治·W·布什是美国第43任总统，任期从2001年1月20日的首次就职典礼开始，到2009年1月20日结束。布什是德克萨斯州共和党人以及第41任总统乔治·H·W·布什的长子，他在2000年总统大选中以微弱优势击败民主党时任副总统阿尔·戈尔后就任总统。四年后的2004年总统大选中，他以微弱优势击败民主党候选人约翰·克里再次当选，往后任期届满无法继续参选。2008年，民主党人贝拉克·奥巴马在总统大选中获胜，接替小布什。